# Junichi Nakatsuru
Junichi Nakatsuru, född 1969, är en japansk spelkompositör som jobbar vid Bandai Namco Entertainment. Han är mest känd för att ha gjort musiken till Soul Calibur II liksom resterande spel i serien, Tekken 5 och Super Smash Bros. Ultimate. En stor influens för Nakatsuru har varit John Williams och i synnerhet musiken från Star Wars Episod I - Det mörka hotet.